# گابریل شاشات
گابریل شاشات (به پرتغالی: Gabriel Schacht) بازیکن فوتبال اهل برزیل است که در شهر Carazinho و در تاریخ ۸ مهٔ ۱۹۸۱ به دنیا آمده‌است.
گابریل شاشات در تیم‌های فوتبال باشگاه ورزشی اینترناسیونال سابقهٔ حضور دارد.